# المرشح المنشوري (فلم 1962)
المرشح المنشوري (بالإنجليزية: The Manchurian Candidate) فيلم دراما، وإثارة سياسية نفسية أمريكي لعام 1962، عن الحرب الباردة والجواسيس النائمين (جاسوس يعيش في بلد العدو ولا يعمل الا عند الحاجة له). من إخراج وإنتاج جون فرانكنهايمر. كتب السيناريو جورج أكسلرود مستنداً إلى رواية 1959 لريتشارد كوندون «المرشح المنشوري». (كلمة منشوري يقصد بها الخائن الذي يعيش في دولة، بينما يعمل لصالح دولة أخرى). الممثلون الرئيسيون للفيلم هم فرانك سيناترا، ولورنس هارفي، وجانيت لي. تتمحور القصة حول ريموند شو، المخضرم في الحرب الكورية، وهو جزء من عائلة سياسية بارزة، ويقوم الشيوعيين بغسيل عقله بعد أسر فصيلته من الجيش.
صدر الفيلم في الولايات المتحدة في 24 أكتوبر 1962، في ذروة العداء بين الولايات المتحدة والاتحاد السوفيتي أثناء أزمة الصواريخ الكوبية. نال الفيلم استحسان النقاد وتم ترشيحه لجائزتين من جوائز الأوسكار: أفضل ممثلة مساعدة (لانسبري) وأفضل مونتاج. تم اختياره في عام 1994 لحفظه في السجل الوطني للأفلام بالولايات المتحدة في مكتبة الكونغرس باعتباره «مهمًا ثقافيًا أو تاريخيًا أو جماليًا».

## طاقم التمثيل
| - فرانك سيناترا: الرائد بينيت ماركو - لورانس هارفي: ريموند شو - جانيت لي: أوجيني روز "روزي" تشيني - أنجيلا لانسبري: السيدة إليانور إيزلين - جيمس جريجوري: السيناتور جون يركيس إيزلين | - هنري سيلفا: تشونجين - ليزلي باريش: جوسلين جوردان - جون ماكجيفر: السيناتور توماس جوردان - خيج ديغ: د. ين لو - جيمس إدواردز: العريف آلان ملفين | - دوغلاس هندرسون: العقيد ميلت - ألبرت بولسن: زيلكوف - باري كيلي: وزيرا للدفاع - لويد كوريجان: هولبورن جاينز - مدام سبيفي: فيمايل بيريزوفو | - ريجي نالدر: دميتري - جو آدمز: طبيب نفسي - هيلين كليب: المتحدث باسم نادي الحديقة للسيدات - روبرت ريوردان: بنيامين ك.آرثر |

## ملخص أحداث الفيلم
خدم الرائد بينيت ماركو (فرانك سيناترا) ببسالة كقائد في الحرب الكورية، وهو ضابط استخبارات في الجيش الأمريكي، كما حصل رقيبه، ريموند شو (لورانس هارفي)، على وسام الشرف. يعاني ماركو من مشكلة كبيرة، حيث يرى كابوس متكرر، حيث يقتل الرقيب شو عضوين من فرقته. يحصل ماركو على إجازة مرضية إلى أجل غير مسمى ويزور شو في مدينة نيويورك. يثبت شو نفسه جيدًا، على الرغم من مخاوف والدته المستبدة، السيدة أنجيلا لانسبري، وهي امرأة طائشة، وتتهم أي شخص يختلف مع آرائها الرجعية اليمينية بأنه شيوعي. يكره شو والدته، ليس فقط بسبب طريقة معاملتها له، ولكن أيضًا بسبب زوجها، السناتور الأمريكي جون إيزلين (جيمس جريجوري)، الذي ينوي السعي للحصول على منصب أعلى. يكتشف ماركو أن الآخرين في وحدته الحربية الكورية لديهم كوابيس مشابهة لكوابيسه، ويدرك أن شيئًا ما حدث لهم جميعًا في كوريا، وأن ريموند شو هو النقطة المحورية.

## استقبال الفيلم
منح موقع الطماطم الفاسدة الفيلم تقييم مقداره 97% بناء على آراء 60 ناقد سينمائي، وكتب الإجماع النقدي للموقع: «مزيج كلاسيكي من الهجاء والإثارة السياسية التي كانت نظرة غير مريحة في وقتها، لا يزال المرشح المنشوري مناسبًا بشكل مؤلم اليوم».
منح موقع ميتاكريتيك تقييم للفيلم مقداره 94% بناء علي آراء 20 ناقد سينمائي.
أدرج الناقد السينمائي روجر إيبرت فيلم «المرشح المنشوري» في قائمة «الأفلام العظيمة»، وكتب عن الفيلم: «مبتكر ومبهج، ويأخذ فرصًا هائلة مع الجمهور، ولا يبدو كعمل نمطي، ولكن كعمل حي وذكي كما هو الحال عندما تم إصداره لأول مرة».

## الجوائز والترشيحات
- جوائز الجولدن جلوب 1963: فاز بجائزة أفضل ممثلة مساعدة (أنجيلا لانسبري). ترشح لجائزة أفضل مخرج (جون فرانكنهايمر).[19]
- جوائز المجلس الوطني للمراجعة 1962: فاز بجائزة أفضل ممثلة مساعدة (أنجيلا لانسبري).[20]
- المجلس الوطني لحفظ الأفلام 1994: تم حفظه في قائمته.[13]
- جمعية السينما والتلفزيون على الإنترنت 2001: فاز بدخوله قاعة الشهرة.[21]
- جوائز نقابة المنتجين الأمريكية 1963: فاز بدخولة قاعة الشهرة.[22]
- جوائز الأوسكار، الولايات المتحدة الأمريكية 1963: ترشح لجوائز أفضل مونتاج، وأفضل ممثلة مساعدة (أنجيلا لانسبري).[23]
- جوائز الأكاديمية البريطانية للأفلام 1963: ترشح لجائزة أفضل فيلم من أي مصدر.[24]
- جوائز نقابة المخرجين الأمريكية 1963: ترشح لجائزة الإنجاز المتميز في السينما.[25]
- جوائز لوريل 1963: ترشح لجائزة أفضل دراما أكشن، وجائزة أداء أكشن لفرانك سيناترا، جائزة أفضل أداء داعم للسيدات.[21]
- تم اختيار المرشح المنشوري للحفظ في السجل الوطني للفيلم بالولايات المتحدة في مكتبة الكونغرس باعتباره «مهمًا ثقافيًا أو تاريخيًا أو جماليًا» في عام 1994.[12]
- احتل الفيلم المرتبة 67 في قائمة معهد الفيلم الأمريكي «100 عام... 100 فيلم»، عندما تم تجميع تلك القائمة لأول مرة في عام 1998، لكن النسخة المعدلة لعام 2007 استثنتها. كما احتل المركز 17 في قوائم المعهد «100 عام... 100 فيلم إثارة»، واحتلت شخصية أنجيلا لانسبري المركز 21 على قائمة المعهد «100 عام... مائة أبطال وأشرار».[26][27]
- اختارت مجلة تايم في أبريل 2007، شخصية أنجيلا لانسبري كواحدة من أعظم 25 شريرًة في تاريخ السينما.[28][29]

## روابط خارجية
- المرشح المنشوري على موقع IMDb (الإنجليزية)
- المرشح المنشوري على موقع ميتاكريتيك (الإنجليزية)
- المرشح المنشوري على موقع الموسوعة البريطانية (الإنجليزية)
- المرشح المنشوري على موقع روتن توميتوز (الإنجليزية)
- المرشح المنشوري على موقع نتفليكس (الإنجليزية)
- المرشح المنشوري على موقع قاعدة بيانات الأفلام العربية
- المرشح المنشوري على موقع ألو سيني (الفرنسية)
- المرشح المنشوري على موقع Turner Classic Movies (الإنجليزية)
- المرشح المنشوري على موقع أول موفي (الإنجليزية)
- المرشح المنشوري على موقع بوكس أوفيس موجو (الإنجليزية)